# Сила Бјерум
Сила Бјерум (дан. Silla Bjerrum) је данска куварица и власница ресторана која је позната по њеној стручности спремања сушија.

## Детињство, младост и каријера
Рођена у Данској, Силино интересовање за морске плодове почело је током одлазака на море током детињства.
Након што је студирала филозофију, Бјерумино упознавање са јапанском храном почело је у 1994-ој години током студирања социологије на Лондон Голдсмитс колеџу, када је добила посао у јапанском ресторану Нипон Тук. У том ресторану је први пут пробала суши и почела да сакупља вештине за спремање сушија. Притом, Сила је уочила да суши има сличности са данском кухињом, где је сирова риба веома чест састојак. Њен шеф у Нипон Туку био је Џереми Роуз, који је касније постао суоснивач Фенг Сушија.
Бјерум је напустила Нипон Тук да би радила код Бирлија, ланцу продаје сендвича чији је власник био Робин Бирли. Док је радила код Бирлија, Џереми Роуз јој је пришао уз план да започну сервис доставе хране у Лондону. Сила Бјерум би била главна куварица за тај сервис. Сервис је покренут 1999. године у Фуламу, у Лондону под именом Фенг Суши и то је био први сервис доставе сушија икада у Лондону.

## Публикације
Бјерум је ауторка књиге "Једноставно јапанско" која је објављена 2007. године од стране Квадрил Паблишинга.

## Лични живот
Бјерум живи у округу Ектон у Лондону са својим мужем и двоје деце. Њен хоби је посећивање продаваца рибе.